# Ligament pubien supérieur
Le ligament pubien supérieur (ou tendon prépubien) est un ligament de la symphyse pubienne.

## Description
Le ligament pubien supérieur est une lame fibreuse tendue entre les crêtes pubiennes droite et gauche et située au-dessus de l'articulation.